# Robert Woods
Pour les articles homonymes, voir Robert Woods (football américain) et Woods.
Robert Woods, né le 19 juillet 1936 dans le Colorado, est un acteur américain.

## Biographie
Après des débuts dans son pays natal, il s'expatrie en Italie où il tient le rôle principal dans de nombreux western spaghettis. Il reste cependant confiné dans la série B et, avec le déclin du western spaghetti, apparaît principalement dans des films d'exploitation à petit budget. Il retourne ensuite aux États-Unis où il ne fait plus que des apparitions occasionnelles sur les écrans.

## Filmographie partielle
- 1960 : Ces folles de filles d'Ève (Where the Boys Are) : joueur de guitare électrique
- 1965 : Cinq Mille Dollars sur l'as (Los Pistoleros de Arizona) d'Alfonso Balcázar : Jeff Clayton
  - L'Homme qui venait de Canyon City (L'Uomo che viene da Canyon City) d'Alfonso Balcázar : Morgan
  - La Bataille des Ardennes (Battle of the Bulge) : Joe (pilote de Kiley)
- 1966 : Johnny Colt (Starblack) de Giovanni Grimaldi : Johnny Colt
  - Mon nom est Pécos (Due once di piombo) : Pecos Martinez
  - 4 dollars de vengeance (Cuatro dólares de venganza) : Roy Dexter
  - Sept Écossais du Texas (Sette pistole per i MacGregor) : Gregor MacGregor
- 1967 : Pécos tire ou meurt (Pecos è qui: prega e muori) : Pecos Martinez
  - Hypnose ou la folie du massacre (Hypnos follia di un massacro) de Paolo Bianchini : Henry Spengler
  - Capitaine Singrid : Saint-Robert
- 1968 : Prie et creuse ta tombe (Prega Dio... e scavati la fossa) : Fernando
  - The Belle Starr Story (Il mio corpo per un poker) : Cole Harvey
  - À genoux, Django (Black Jack) : Jack Murphy/'Black Jack'
- 1969 : Avec Django ça va saigner (Quel caldo maledetto giorno di fuoco)
  - Die jungen Tiger von Hongkong (de)
  - El Puro, la rançon est pour toi (La Taglia è tua... l'uomo l'ammazzo io) : Joe Bishop 'El Puro'
- 1970 : Le Défi des MacKenna (La sfida dei MacKenna) de León Klimovsky : Chris
  - Le Corsaire des sept mers (El Corsario) : Jeffrey Brook, boucanier anglais
- 1971 : Mallory 'M' comme la mort (Il Mio nome è Mallory... M come morte) : Larry Mallory
  - Sam Wallash, on l'appelle Ainsi soit-il (Era Sam Wallach... lo chiamavano 'così sia') de Demofilo Fidani : Sam Wallach
  - Quatre Salopards pour Garringo (Un Colt por cuatro cirios) d'Ignacio F. Iquino : Franck Garringo
- 1972 : Un colt dans la main du diable (Una colt in mano al diavolo) : Roy Koster
  - L'Amante del demonio
  - Poker d'as pour un gringo (Hai sbagliato... dovevi uccidermi subito!), de Mario Bianchi : Jonathan Pinkerton / Django Ginsburg
- 1973 : Six Tueurs pour un massacre (Sei bounty killers per una strage) de Franco Lattanzi : McGowan, le Ténébreux
  - Los Ojos siniestros del doctor Orloff : Sweet Davey Brown
  - Maciste contre la reine des Amazones : Pindar/Pygar
  - Les Gloutonnes : Caronte (autre titre : Les Exploits érotiques de Maciste dans l'Atlantide ou Maciste et les gloutonnes)
  - Le Miroir obscène (Al otro lado del espejo) : Bill
- 1974 : Croc-Blanc et les Chercheurs d'or (La Spacconata) d'Alfonso Brescia : Sandy Shaw
  - La Comtesse perverse : Tom (autre titre : Les Croqueuses)
  - Plaisir à trois : Charles Bressac
  - ...E i cannoni tuonano ancora
- 1975 : Croc-Blanc et le Chasseur solitaire (Zanna Bianca e il cacciatore solitario) d'Alfonso Brescia : Daniel
  - Fermi tutti! È una rapina
  - La Cognatina : Luca
- 1980 : "Scrupules" (feuilleton télévisé) : Hank Sanders
- 1993 : La Traque infernale (Bounty Tracker) : policier #1
- 1997 : Mission Scorpio One (Scorpio One) : Commander
- 2002 : Psychotic : personnage principal
- 2006 : The Broken Blossom of the Wilted Rose : Schlemeel
- 2016 : Racconto Calabresse de Renato Pagliuso : Nicola Zi